# Ambassade d'Afghanistan en France
L'ambassade d'Afghanistan en France est la représentation diplomatique de la république islamique d'Afghanistan auprès de la République française. Elle est située 32 avenue Raphaël, dans le 16e arrondissement de Paris. Son ambassadeur est, depuis 2020, Mohammad Humayoon Azizi.

## Histoire
L'ambassade d'Afghanistan est installée à Paris au 32, avenue Raphaël depuis 1937. Auparavant, depuis 1923, l'Afghanistan entretenait une légation installée dans un hôtel particulier sis au 57, avenue Henri-Martin (cette partie de l'avenue Henri-Martin a depuis été rebaptisée avenue Georges-Mandel).
Le 17 juillet 1980 à 22 h 30, l'ambassade est victime de cocktails Molotov lancés par le Groupe d'intervention nationaliste, un groupuscule anti-communiste qui proteste contre l'invasion soviétique en Afghanistan.
Après la prise de pouvoir par les talibans en 2021, l'ambassade reste ouverte mais le personnel diplomatique en place ne reconnaît par les nouvelles autorités afghanes. Ses membres continuent de travailler, sans contact avec les dirigeants de Kaboul,.

Vues du bâtiment
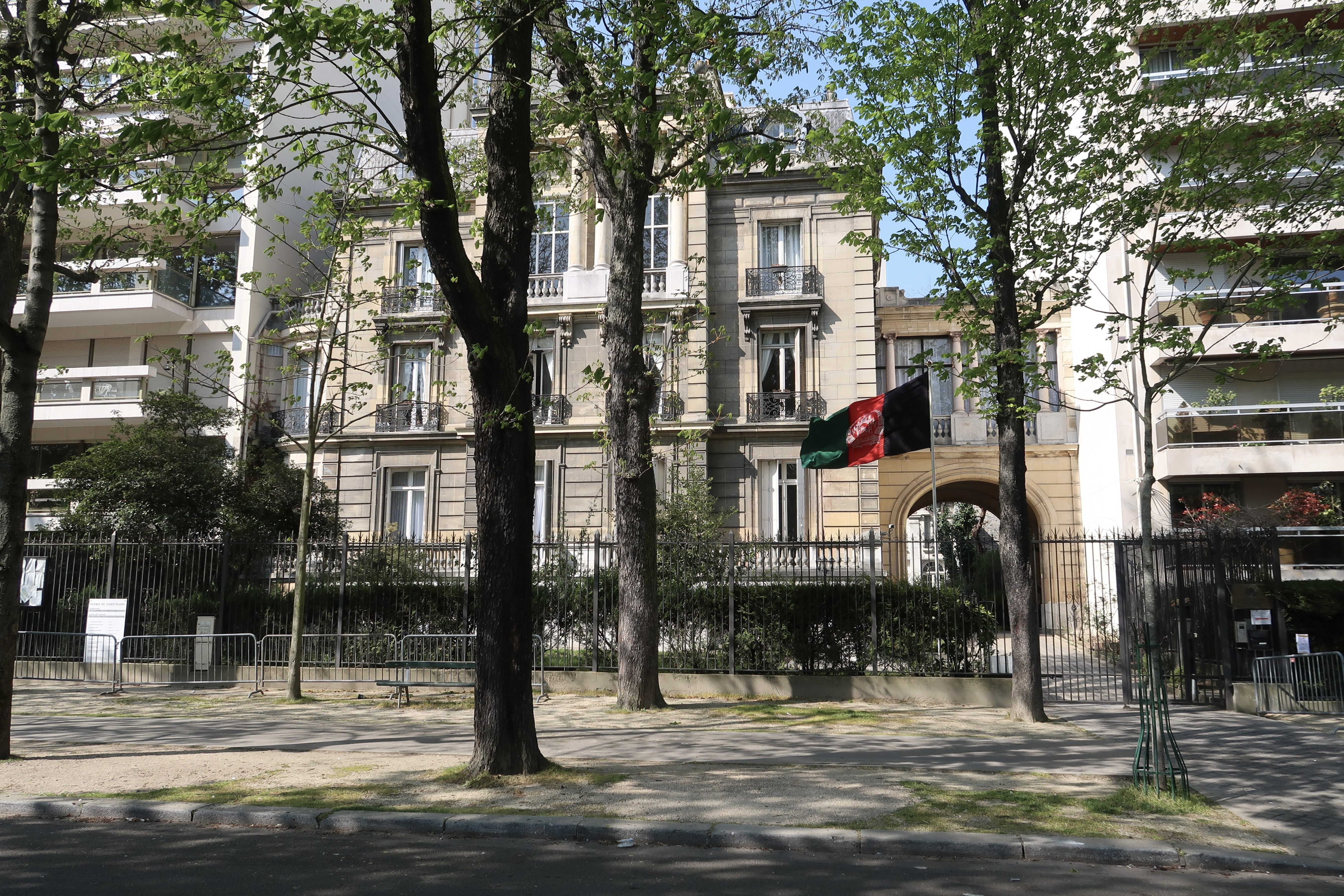
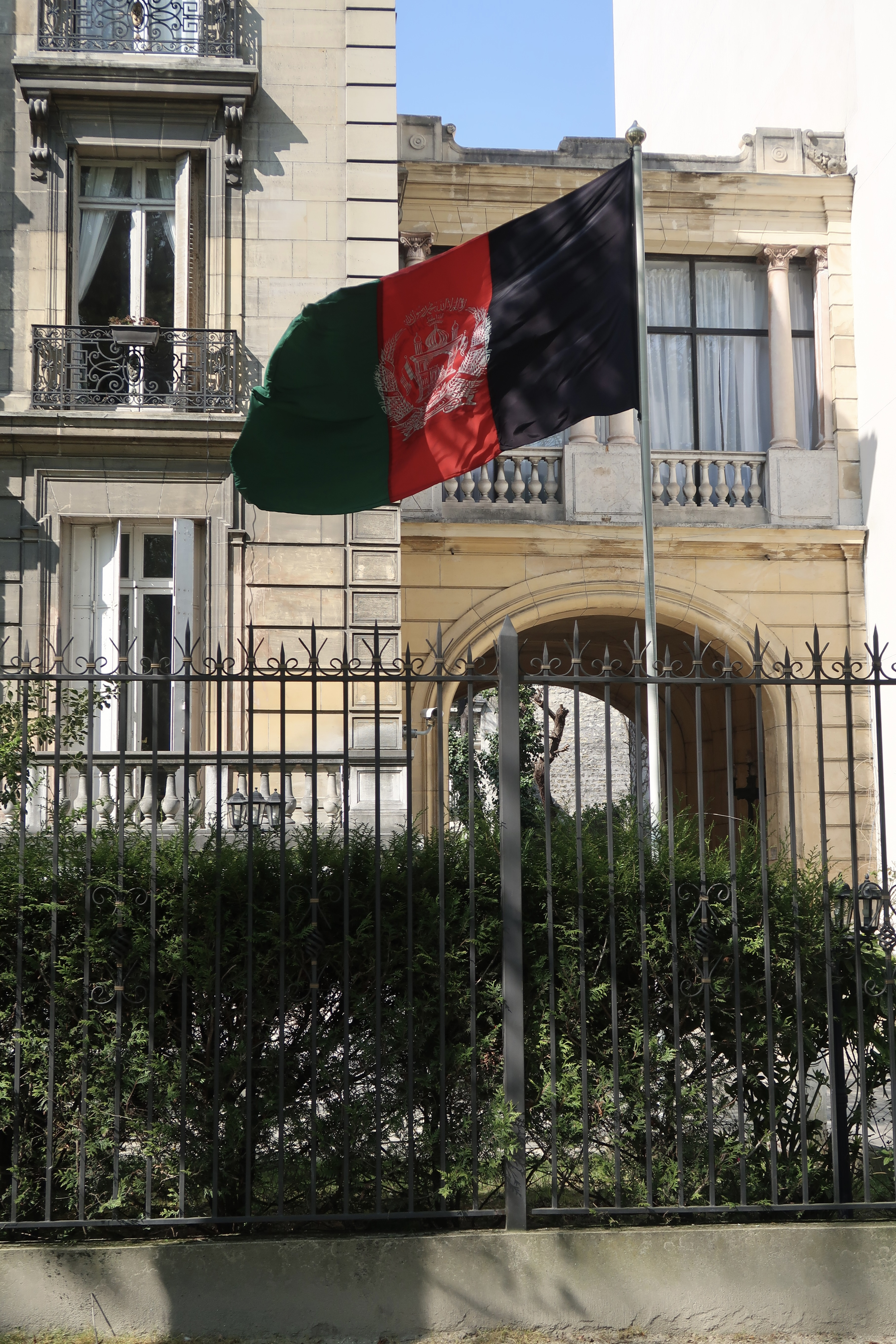
Drapeau.

## Ambassadeurs d'Afghanistan en France
La diplomatie afghane à Paris a été dirigée successivement par :
| Date de nomination                                                  | Date de nomination                                                  | Date de remise des lettres de créance                               | Date de remise des lettres de créance                               | Diplomate                                                           |
| En qualité d'envoyés extraordinaires et ministres plénipotentiaires | En qualité d'envoyés extraordinaires et ministres plénipotentiaires | En qualité d'envoyés extraordinaires et ministres plénipotentiaires | En qualité d'envoyés extraordinaires et ministres plénipotentiaires | En qualité d'envoyés extraordinaires et ministres plénipotentiaires |
| ------------------------------------------------------------------- | ------------------------------------------------------------------- | ------------------------------------------------------------------- | ------------------------------------------------------------------- | ------------------------------------------------------------------- |
| ?                                                                   |                                                                     | 6 novembre 1922                                                     | [ JORF 1 ]                                                          | Mahmoud Tarzi                                                       |
| ?                                                                   |                                                                     | 3 octobre 1924                                                      | [ JORF 2 ]                                                          | Général Muhammad Nader Khan                                         |
| ?                                                                   |                                                                     | 15 décembre 1926                                                    | [ JORF 3 ]                                                          | Général Ghulam Nabi Khan Charkhi (de)                               |
| ?                                                                   |                                                                     | 4 décembre 1928                                                     | [ JORF 4 ]                                                          | Habibullah Khan Tarzi (en)                                          |
| ?                                                                   |                                                                     | 24 janvier 1930                                                     | [ JORF 5 ]                                                          | Ahmad Ali Khan Solaiman                                             |
| ?                                                                   |                                                                     | 3 juillet 1931                                                      | [ JORF 6 ]                                                          | Shah Wali Khan Ghazi (en)                                           |
| ?                                                                   |                                                                     | 1945                                                                |                                                                     | Maréchal Shah Wali Khan Ghazi (en)                                  |
| ?                                                                   |                                                                     | 18 juin 1948                                                        | [ JORF 7 ]                                                          | Général Muhammad Daoud Khan                                         |
| En qualité d'ambassadeurs extraordinaires et plénipotentiaires      |                                                                     |                                                                     |                                                                     |                                                                     |
| ?                                                                   |                                                                     | 29 décembre 1949                                                    | [ JORF 8 ]                                                          | Général Muhammad Omer Khan                                          |
| ?                                                                   |                                                                     | 26 mai 1955                                                         | [ JORF 9 ]                                                          | Ghulam Muhammad Sherzad                                             |
| ?                                                                   |                                                                     | 12 décembre 1957                                                    | [ JORF 10 ]                                                         | Ghulam Yahya Khan Tarzi (en)                                        |
| ?                                                                   |                                                                     | 21 mars 1961                                                        | [ JORF 11 ]                                                         | Général Assadoullah Khan Seraj                                      |
| ?                                                                   |                                                                     | 25 mai 1965                                                         | [ JORF 12 ]                                                         | Zalmai Mahmoud Ghazi (de)                                           |
| ?                                                                   |                                                                     | 3 mai 1973                                                          | [ JORF 13 ]                                                         | Ravan A. G. Farhâdi                                                 |
| ?                                                                   |                                                                     | 20 février 1975                                                     | [ JORF 14 ]                                                         | Muhammad Akram Khan                                                 |
| ?                                                                   |                                                                     | 26 juillet 1979                                                     | [ JORF 15 ]                                                         | Muhammad Salim Massoudi                                             |
| En qualité de chargés d'affaires                                    |                                                                     |                                                                     |                                                                     |                                                                     |
|                                                                     |                                                                     |                                                                     |                                                                     |                                                                     |
| En qualité d'ambassadeurs extraordinaires et plénipotentiaires      |                                                                     |                                                                     |                                                                     |                                                                     |
| ?                                                                   |                                                                     | 26 mars 2002                                                        | [ JORF 16 ]                                                         | Zalmai Haqani                                                       |
| ?                                                                   |                                                                     | 6 février 2007                                                      | [ JORF 17 ]                                                         | Assad Omer                                                          |
| ?                                                                   |                                                                     | 2 juillet 2009                                                      | [ JORF 18 ]                                                         | Omar Samad                                                          |
| ?                                                                   |                                                                     | 22 décembre 2011                                                    | [ JORF 19 ]                                                         | Assad Omer                                                          |
| ?                                                                   |                                                                     | 26 juillet 2016                                                     | [ JORF 20 ]                                                         | Abdel-Ellah Sediqi                                                  |
| ?                                                                   |                                                                     | 5 octobre 2020                                                      | [ JORF 21 ]                                                         | Mohammad Humayoon Azizi                                             |

Envoyés extraordinaires et ministres plénipotentiaires d'Afghanistan en France
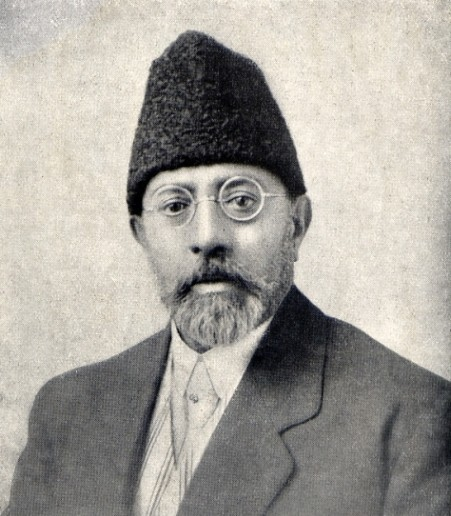
Mahmoud Tarzi (1922-1924).
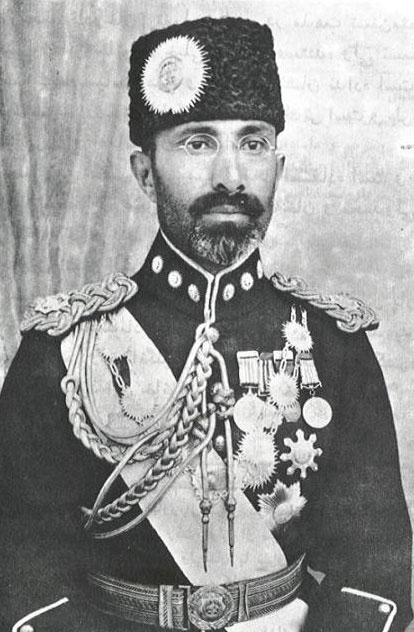
Muhammad Nader Khan (1924-1926).
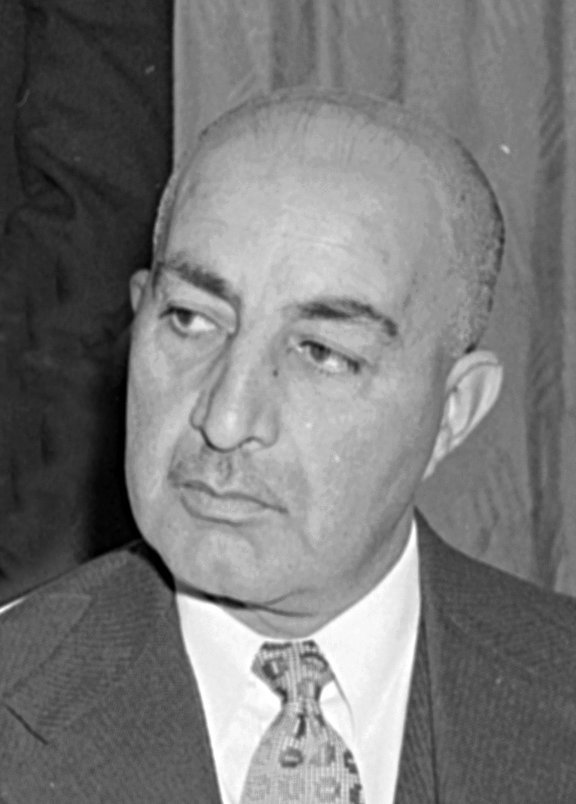
Muhammad Daoud Khan (1948-1949).

## Consulats
L'Afghanistan ne possède pas d'autre consulat que la section consulaire de son ambassade à Paris.